# Hünenberg
Hünenberg es una comuna suiza del cantón de Zug, situada a orillas del lago de Zug. Limita al norte con las comunas de Mühlau (AG), Merenschwand (AG) y Maschwanden (ZH), al este con Obfelden (ZH) y Cham, al sureste con Zug, al sur con Risch-Rotkreuz, y al oeste con Dietwil (AG), Oberrüti (AG) y Sins (AG).
Formada por las localidades de Chämleten, Enikon, Hinterhünenberg, Kemmatten, Langrüti, Matten, Stadelmatt y Unterhünenberg.

## Ciudades hermanadas
- Banská Štiavnica.